# 第79师团
第79师团（Dai-nanajūkyū Shidan）是日本帝国陆军的一个步兵师团。它的代号是奏兵团（So Heidan） 。 该师团于1945年2月6日在清津市组建，1945年9月在吉林图们解散该师的兵员主要是在朝鲜征召的，尽管该师的骨干是来自第19师团和第20师团的人员。

## 行动
1945年5月30日，第79师团编入关东军 ，1945年7月编入第3军，并与1945年7月驻守吉林图们的一个防区。1945年7月下旬，该师有近1000人被转移到新组建的第139师团。 
据估计，至1945年8月，第79师战斗力仅有55%，但这已是第3军最具战斗力的部队了。苏军入侵满洲期间，第291步兵团第3营损失惨重，但在第79师团主体受到毁灭打击之前日本就投降了。